# Аркадій Маслов
Аркадій Маслов (при народженні Ісаак Юхимович Чемеринський; 9 березня 1891, Єлисаветград — 20 листопада 1941, Гавана, Куба) — комуністичний політик у Німецькій Республіці. Разом зі своєю партнеркою Рут Фішер був провідною фігурою в Комуністичній партії Німеччини під час федеральних виборів у травні 1924 року та федеральних виборів у грудні 1924 року.

## Життєпис
Ісаак Юхимович Чемеринський народився в єврейській купецькій родині в Єлисаветграді (нині Кропивницький). У 1899 році він разом з матір'ю та сестрою переїхав до Берліна, де навчався в школі (гімназії), а потім закінчив навчання грі на фортепіано в консерваторії. У 1912 році в Берліні Чемеринський почав вивчати природничі науки, зокрема, у Альберта Ейнштейна та Макса Планка. На початку Першої світової війни у 1914 році його спочатку інтернували як російського громадянина, але він добровільно вступив до німецької армії як перекладач і служив у таборах для військовополонених.

## Кар'єра

### Комуністична партія Німеччини
Досвід воєнного часу радикалізував політичні симпатії Чемеринського в бік Союзу Спартака. Відновивши навчання, він подружився з Паулем Леві та Рут Фішер, які переконали його приєднатися до Комуністичної партії Німеччини (КПН). Він змінив ім'я на Аркадій Маслов, і в листопаді 1920 року його обрали до Центрального комітету КПН. З 1921 року Маслов разом з Рут Фішер очолював ліве крило берлінської КПН. У 1921 році Маслов став редактором відділу закордонних справ газети «нім. Die Rote Fahne». Заарештований берлінською поліцією у 1922 році, він назвав себе радянським агентом і довіреною особою Лева Троцького та Карла Радека. Оскільки його паспорт був прострочений, його засудили до восьми місяців ув'язнення. Щоб уникнути тюремного терміну, він переховувався. Водночас у КПН поширилися чутки, що Маслов є шпигуном поліції. Під час візиту до Москви у 1923 році його допитала щодо цих звинувачень слідча комісія Комінтерну, яка виправдала та звільнила його. Однак він залишався під вартою в Москві до початку 1924 року.
У квітні 1924 року Маслов і Фішер, яких Август Тальхаймер та Генріх Брандлер критикували як «правих», очолили партію і відповідали за посилення «лівого курсу» КПН. Знову заарештований у травні 1925 року, Маслов разом з Паулем Шлехтом та Антоном Грилевичем постав перед судом і був засуджений до чотирьох років ув'язнення. Через погіршення стану здоров'я Маслова звільнили в липні 1926 року. Оскільки Маслов і Фішер більше не користувалися заступництвом Григорія Зінов'єва, за директивою Йосипа Сталіна на користь Ернста Тельмана, їх було усунуто від керівництва партією, а 20 серпня 1926 року виключено з КПН.

### Ленінський союз
Разом з Рут Фішер та Гуґо Урбансом Маслов об'єднав колишніх членів лівого крила КПН, що призвело до створення на початку 1928 року Ленінського союзу (нім. Leninbund). Після цього КПН звинуватила Маслова в тому, що він є «агентом буржуазії», і вимагала, щоб йому не дозволяли залишати Німеччину, припускаючи, що його політична діяльність підриватиме роботу КПН. У травні 1928 року Маслов і Фішер вийшли з союзу, оскільки не погоджувалися з підтримкою незалежного кандидата, який виступав проти КПН, і після капітуляції Зінов'єва та Каменєва, які виступали проти Сталіна, марно сподівалися на повторне прийняття до КПН. До 1933 року Маслов залишався активним як перекладач і відійшов від активної участі в політичній діяльності.

### Еміграція
Після приходу до влади нацистів у 1933 році Маслов і Фішер спочатку втекли до Парижа, де проживали до 1940 року. З 1934 по 1936 рік Маслов тісно співпрацював з Троцьким і брав участь у русі за створення Четвертого Інтернаціоналу. Після розриву з Троцьким Маслов і Рут Фішер заснували гурток під назвою «Марксистсько-ленінська інтернаціональна група», який проіснував до 1939 року. Під час Московських процесів 1936–1938 років сталінська преса знову звинуватила Маслова в шпигунстві.

## Смерть
Після падіння Франції у 1940 році Маслов і Фішер втекли на Кубу. На відміну від Фішер, він не зміг отримати в'їзну візу до США. 20 листопада 1941 року Маслова знайшли мертвим на вулиці в Гавані. Згідно з офіційним розслідуванням, у нього стався серцевий напад. Однак Рут Фішер та Франц Пфемферт вважали, що Маслова вбив НКВС. У 1952 році Гюнтер Рейнгардт погодився з цим і описав його «випадкову смерть» з подробицями, що вказували на причетність НКВС. Рейнгардт також стверджував, що Фішер пізніше виявила, що наказ про вбивство віддав її власний брат, Герхард Айслер.

## Твори
- нім. Die zwei Revolutionen des Jahres 1917. Berlin 1924. (укр. Дві революції 1917 року)
- нім. Die Tochter des Generals, Написано у 1935 р. Berlin 2011 ISBN 978-3-937233-76-5 Текст Маслова. Редакція та коментарі Беріт Бальцер. (укр. Дочка генерала)
- нім. Abtrünnig wider Willen. Aus Briefen und Manuskripten des Exils. Munich 1990 ISBN 3-486-55331-3 (Текст Маслова та Рут Фішер, редакція Петера Люббе, зі вступом Германа Вебера) (укр. Відступник мимоволі. З листів та рукописів еміграції)